# Pödeldorf

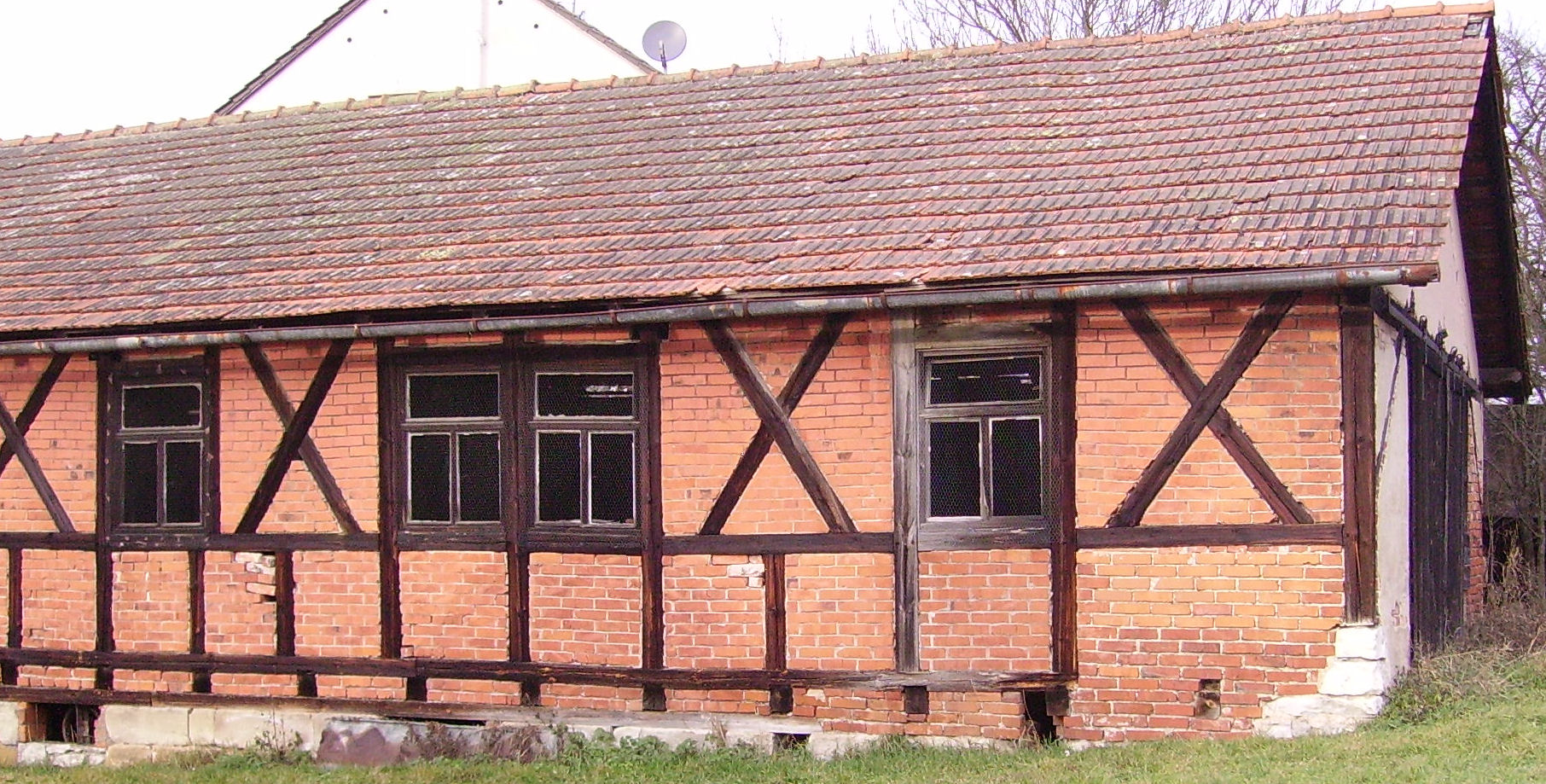
Alte Mühle (vor dem Abriss im Februar 2017)

Pödeldorf ist ein Gemeindeteil der Gemeinde Litzendorf im oberfränkischen Landkreis Bamberg in Bayern.

## Lage
Das Kirchdorf liegt am Rand des Hauptsmoorwaldes und ist durch seine Nähe zur Stadt Bamberg ein bevorzugter Wohnort für Pendler. Die Nähe zum Hauptsmoorwald war ursächlich für die Bedrohung durch Wölfe, die bis ins 17. Jahrhundert akut blieb.
Durch den Ort verläuft der Fränkische Marienweg.

## Geschichte
Übersetzung der Urkunde mit der ersten Erwähnung Pödeldorfs
„Es soll allen Christengläubigen, den gegenwärtigen wie den zukünftigen, bekanntgemacht sein, wie Arnold, der Sohn des Wicker von Langheim, getauscht hat gegen sein Gut Langenroth (Roth bei Lichtenfels) und Gorasade (Görau bei Weismain) das Gut, welches der Herr Dieterich den Brüdern der Bamberger Kirche gegeben hat, das heißt den vierten Teil der Stadt Kunstadt (Burgkunstadt) und auch andere, was aufgrund des Erbrechtes nach dem Tode Adelberts, des Grafen ebendieser Stadt, besaß. Darauf hat derselbe Arnold das Lehen Altendorf (bei Weismain), das er besaß und den einzigen Gutshof Buchendorf (abgegangener Weismain), dem Bischof Rupert zurückgegeben hatte, hat er ebendiesem Brüdern als Lehen gegeben. 
Hierfür sind Zeugen: Kacelin, Propst; Eberhard, Dekan; Wolfram Graf. Ihre Abordnung war anwesend. Darauf ist es von Propst Egilbert und Dekan Albert unter Zustimmung der Brüder bestätigt worden. 
Anwesend waren auch folgende Laien: Arnold von Sichendorf (Seigendorf), Regil von Wilhernmsdorf(bei Langenzenn), Herrant und dessen Sohn Herrant von Visepach (möglicherweise Fischbach oder Weißenbach), Arnold von Bolenze (Pölz=Tiefenpölz), Hermann von Gremisdorf (Gremsdorf), Rateloch von Bodelendorf (Pödeldorf), Gundeloch von Oberstenfeld (Obristenfeld bei Burgkunstadt, Diebrecht) von Autenhausen (möglicherweise auch Altenhausen), Bern von Suarzaha (Schwarzach), Lovitolf von Weisendorf. 
Verhandelt wurde dies am achten Tage der Iden des August im Stift Bamberg. Teilgenommen hat Graf Heinrich von Stollburg und Otto von Abenberg. 
Damit aber diese Urkunde unbeschädigt (unbestritten) bleibt, hat der Konvent der Brüder befohlen, sie mit seinem Siegel zu bestätigen. Verhandelt wurde dies im Jahr 1096 der Geburt des Herrn an den Iden des August. (Bei römischer Datumszählung müsste die der 8. August 1096 sein)“
Am 1. Mai 1978 wurde die Gemeinde Pödeldorf aufgelöst und nach Litzendorf eingemeindet.

## Name
Der Name des Ortes geht vermutlich auf einen slawischen Gründer namens Bodelo zurück. Die erstmalige urkundliche Erwähnung war 1145, als ein „Gundeloch von Boudelndorf“ genannt wurde.
Der Name Pödeldorf war im Laufe der Jahrhunderte immer wieder anderen Schreibweisen unterworfen. Die Gewohnheiten der damaligen Urkundenfertiger, sich phonetisch unterschiedlich auszudrücken, sind immer erkennbar geblieben. In der ersten Urkunde, die „Rateloch de bodelendorf“ nennt, dürfte der Ortsname wohl auf das Dorf des „Bodilo“ (Potilo, einen germanischen Nebengott) zurückzuführen sein. Die Entstehung der auf -dorf endenden Siedlung ist im 8. und 9. Jahrhundert anzunehmen.
Eine nennenswerte slawische Besiedlung wird von Chronisten nicht angenommen, auch der Ortsname ist wohl nicht slawischen Ursprungs, jedoch lebten die slawischen Siedler in sehr kleinen Gemeinschaften und nutzten den Wald zur Viehweide, so dass vor „Rateloch“ durchaus slawische Bewohner Pödeldorfs denkbar sind. Pödeldorf gehörte bis 1406 zum Bereich der Pfarrei Amlingstadt, deren Gotteshaus zu den Slawenkirchen aus der Zeit der Slawenmission Karls des Großen zählt.
Schreibweisen des Ortsnamens:
- 1136 „Bodelindorff“
- 1142 „Bodelendorff“ auch „Podeldorf“
- 1154 Podelstorff auch „Bodelinstorff“
- 1221 „Bodelinstorff“
- 1397 „Boedelendorf“
- 1426 „Pödelndorf“
- 1520 „Pödeldorf“[6]

## Persönlichkeiten
- Günther Denzler (* 1948), ehemaliger Landrat (1996–2014) und amtierender Bezirkstagspräsident des Regierungsbezirks Oberfranken, wohnt in Pödeldorf.
- Wolfgang Heyder (* 1956), langjähriger Geschäftsführer der professionellen Spielbetriebsgesellschaft Franken 1st und SPD-Politiker im Bamberger Kreistag, wohnt in Pödeldorf.
- Günter Wojaczek (1932–1997), Altphilologe und Gemeinderat in Pödeldorf (vor der Eingliederung nach Litzendorf), lebte von 1971 bis zu seinem Tod in Pödeldorf.